# 맞수
《맞수》는 MBC에서 1994년 2월 28일부터 1994년 3월 1일까지 방영된 3.1절 특집드라마.
국내 최초의 본격 바둑 드라마로, 90년대 한국 바둑계의 4인방으로 꼽힌 조훈현, 서봉수, 이창호, 유창혁 중 조훈현과 서봉수가 세계기전 응창기배 1회와 2회 우승을 획득하는 과정과 조훈현, 이창호 사제간 이야기, 부목판에 얽힌 한·일 바둑 백년의 역사를 흥미있게 파헤친 작품이다.
다만 드라마 마지막에 표시되듯 부목판 얘기는 진실과 허구가 섞인 픽션 스토리다. 그런데 이 방송 1년 후인 1995년 실제 김옥균이 쓰던 바둑판이 일본기원에서 한국기원으로 넘어오게 되니 묘하긴 하다.
이미 출판된 원작을 토대로 문학작품을 극화한 것이 아니라 바둑전문기자인 박치문이 장편소설로 출판도 하기 전 드라마로 제작되어 화제가 되기도 했다.

## 줄거리
1989년 제1회 잉창치(응창기)배 세계대회 결승에서 조훈현은 섭위평(聶衛平, 녜웨이핑(Nieweiping))에게 1 대 2로 밀려 위기를 맞지만, 윤서라는 여자로부터 ‘부목반' 또는 '부목판’이라고 불리는 매우 가볍고 낡은 신비한 바둑판을 선물로 받은 뒤 기적적으로 역전승한다. 이후 승부의 허망함을 느낀 조훈현은 부목반의 비밀에 집착하는데..
한편, 조훈현은 자신의 내제자 이창호가 자기를 꺾고 연달아 타이틀을 차지하면서 세간의 이목을 받자 시원섭섭한 복잡한 감정을 느낀다. 이에 서봉수는 조훈현은 자신과 달리 패배에 익숙하지 않은 인물이라며 더 아플거라고 말하지만, 그럼에도 극복할 수 있는 사람이라고 말한다.
그러는 와중 인수는 부목반의 비밀을 좀 더 자세히 알기 위해 일본 측과도 접촉하고, 일본 측은 부목반이 일본 것이라고 생각해 일본의 혼을 찾아온다는 심정으로 거액을 주고 사겠다고 하지만 거절당하자 일종의 내기를 제안한다. 그것은 1993년 제2회 응창기배(응씨배) 결승에 오른 서봉수와 오타케 히데오 중 승자가 되는 쪽에 배팅한 사람이 부목반을 차지하자는 것. 당연히 일본 측은 오타케 히데오 승에 걸었고, 인수는 부목반에 집착하는 조훈현이 걱정되기도 해서 몰래 거래를 성사시키고 윤서와 함께 결승 마지막날인 5국 당일 부목반을 들고 가 일본 측과 대국을 관람한다.
승부가 진행되는 가운데, 부목반을 관찰하던 일본 측 인사가 부목반 속에 있던 편지를 발견한다. 인수가 내용을 보니 그것은 부목반이 원래 조선인 것이었으나 이런저런 사정으로 우정을 쌓게 된 일본 측 바둑 고수 가문 승려가 간직하게 되었고, 그것이 이어지다 19세기 말 김옥균에게 전해졌다는 내용이었다. 얼마 안가 김옥균이 암살당했기에 부목반이 어떻게 한반도에 넘어오게 된 것인지는 불명확하나, 이런 사정이 밝혀지자 일본 측 인사도 이 내용이 사실이든 아니든 감동적인 이야기긴 하다며 그래도 약속은 약속이라고 대국을 계속 관전하지만, 결국 서봉수가 막판 대역전승하며 제2회 응창기배를 우승하자 부목반을 포기하고 나가버린다.

## 출연진
- 유인촌 : 조훈현 역
- 정보석 : 서봉수 역
- 정준 : 이창호 역
- 이재룡 : 유창혁 역
- 정성모 : 인수 역 - 기자
- 고소영 : 윤서 역
- 한진희 : 김옥균 역
- 이승호
- 김승현
- 심양홍
- 이상숙
- 박종관
- 이계인
- 최선규

## 같이 보기
- 승부 - 다룬 재구성한 영화